# Ichneumon cerebrosus
Ichneumon cerebrosus är en stekelart som beskrevs av Wesmael 1859. Ichneumon cerebrosus ingår i släktet Ichneumon och familjen brokparasitsteklar. Arten är reproducerande i Sverige. Inga underarter finns listade i Catalogue of Life.